# Fabiana friesii
Fabiana friesii ist eine Pflanzenart aus der Gattung Fabiana in der Familie der Nachtschattengewächse (Solanaceae).

## Beschreibung
Fabiana friesii ist ein 0,5 bis 1 m hoher Strauch. An den Kurztrieben stehen Büschel aus vier bis sechs Laubblättern. Die Blüten stehen nahezu aufsitzend. Der Kelch ist 5 bis 8 mm lang und bedeckt damit fast die Hälfte der Kronröhre. Die Kelchröhre ist zylindrisch und mit linealisch zugespitzten Kelchzipfeln besetzt. Die Krone ist 13 bis 15 (selten nur 11) mm lang, die Kronlappen sind abstehend. Die Staubblätter sind zweigestaltig, die Staubbeutel sind fast elliptisch und 0,7 bis 0,9 × 0,7 mm groß. Die Theken stehen einzeln. Die Narbe ist halbmondförmig und eingeschnitten.
Die Frucht ist eine etwa 5,5 mm lange Kapseln, die Samen sind etwa 1 × 0,7 × 0,3 mm groß.

## Verbreitung
Die Art ist ein rarer Endemit der Puna und Prä-Puna. Sie kommt in den argentinischen Provinzen Jujuy, Catamarca und La Rioja vor.